# Milly Alcock
Amelia May Alcock (Sydney, 2000. április 11. –) ausztrál színésznő. AACTA- jelölést kapott a Foxtel Upright című vígjáték-drámában (2019–2022) nyújtott alakításáért. Nemzetközileg a fiatal Rhaenyra Targaryen szerepében debütált az HBO fantasysorozatában, a Sárkányok házában 1. évadában (2022). A szerepért Alcockot Critics' Choice Television Awardra jelölték a legjobb drámasorozatban szereplő női mellékszereplő kategóriában.
Alcock 2018-ban megkapta a Casting Guild of Australia (CGA) Rising Star (feltörekvő csillag) díját.

## Fiatalkora és tanulmányai
Alcock 2000. április 11-én született, és Sydneyben, Új-Dél-Walesben nevelkedett. Két testvére van. A Red Rocking Hood iskolai produkcióján keresztül ismerkedett meg a színészettel. A helyi Stanmore Public Schoolba, majd a Newtown High School of the Performing Artsba járt, amelyet 2018-ban otthagyott, amikor az Uprightban kapott szerepet.

## Pályafutása
Alcock televíziós pályafutását tinédzserként a Network Ten című romantikus vígjátékában, a Wonderland 2014-es epizódjában kezdte. Feltűnt az NBN, a Cadbury, a KFC és a Woolworths reklámjaiban. 2015 és 2017 között szerepelt az ausztrál Disney csatornán, a BF Chefs és a Hanging With című limitált hosszúságú sorozatokban. 2017-ben Alcock megkapta élete első nagyobb szerepét, Isabella Barrettként a High Life internetes minisorozatban Odessa Young és Cindi Jackson mellett az ABC televízió Janet King című drámájának harmadik, egyben utolsó évadjában.
A következő évben Alcock Maya Nordenfelt alakította a Fighting Season című drámában a Showcase csatornán. Feltűnt az A Place to Call Home hatodik, egyben utolsó évadjában is Emma Carvolth szerepében, a Netflix Pine Gap című sorozatában Marissa Campbell szerepében és az ABC Les Norton című sorozatában Sian Galese szerepében. 2018-ban Alcock feltűnt első játékfilmjében, a The Schoolban.
2019-ben Alcock a Foxtel Upright című vígjáték-dráma sorozatban kezdett szerepelni, egy szökött tinédzser Meg szerepében, aki 2000 mérföldes autóstoppal utazik át Ausztrálián. Ezen szerepe hozzájárult ahhoz, hogy megkapta a Casting Guild of Australia Rising Star Award 2018-as díját Alcockot teljesítményéért jelölték a legjobb vígjáték előadónak járó 10. AACTA-díjátadón, így a kategória egyik legfiatalabb jelöltje. Alcock 2022-ben visszatért az Upright második évadjába. Mellékszerepeket is kapott, mint Jenny McGinty és Sam Serrato a The Gloaming és a Reckoning sorozatokban.
2021 júliusában bejelentették, hogy Alcockot választották a fiatal Rhaenyra Targaryen hercegnő szerepére (később Emma D'Arcy alakította) az HBO 2022-es Sárkányok Háza címűTrónok harca előzménysorozatban. Alcock kivívta a kritikusok elismerését, akik kiemelkedőnek tartották; Daniel van Bloom a CNET- nek ezt írta: „A Sárkányok Háza nyitóepizódjainak ragyogó sztárja minden bizonnyal Milly Alcock Rhaenyra szerepében. Elbűvölően kifejező arca van – a szemek egyszerű hunyorítása vagy az ajkak összeszorítása elárulja a király udvari politikáját kísérő érzelmek skáláját.” A szerepért Alcockot jelölték a Critics' Choice Television Award-ra, a legjobb drámai sorozatbeli női mellékszereplő kategóriában.
2023 januárjában Alcock játssza Noel Gallagher „Easy Now” című dalának klipjében a főszereplőt, a banda negyedik, „Council Skies” albumáról.

## Magánélet
A Sárkányok Házában történő szereplés előtt Alcock családjával Sydneyben élt, és részmunkaidős állásokat vállalt, hogy megéljen. Ezután Londonba költözött, először Primrose Hillben szállt meg, majd egy kelet-londoni lakásba költözött.

## Filmográfia

### Film
| Év   | Magyar cím | Eredeti cím | Szerep                  | Magyar hang    |
| ---- | ---------- | ----------- | ----------------------- | -------------- |
| 2018 |            | The School  | Jien                    |                |
| 2025 | Superman   | Superman    | Kara Zor-El / Supergirl | Staub Viktória |
| 2026 | Supergirl  | Supergirl   | Kara Zor-El / Supergirl |                |

### Televízió
| Év            | Cím                | Szerep                    | Megjegyzések                                 |
| ------------- | ------------------ | ------------------------- | -------------------------------------------- |
| 2014          | Wonderland         | Tini lány 1               | Epizód: "Narcissism"                         |
| 2015–2016     | B.F. Chefs         | Ő maga – Előadó           |                                              |
| 2017          | Hanging With       | Ő maga – Előadó           |                                              |
| 2017          | Janet King         | Cindi Jackson             | 3 epizód                                     |
| 2018          | A hosszú út hazáig | Emma Carvolth             | 4 epizód                                     |
| 2018          | FIghting Season    | Maya Nordenfelt           | 6 epizód                                     |
| 2018          | Pine Gap           | Marissa Campbell          | 5 epizód                                     |
| 2019          | Les Norton         | Sian Galese               | 4 epizód                                     |
| 2019-jelenleg | Upright            | Meg Adams                 | Főszerep                                     |
| 2020          | The Gloaming       | Jenny McGinty             | 7 epizód                                     |
| 2020          | Reckoning          | Sam Serrato               | 10 epizód                                    |
| 2022          | Sárkányok Háza     | Fiatal Rhaenyra Targaryen | - 5 epizód - magyar hangja: - Staub Viktória |

### Web
| Év   | Cím       | Szerep           | Megjegyzések          |
| ---- | --------- | ---------------- | --------------------- |
| 2017 | High Life | Isabella Barrett | Minisorozat; 6 epizód |

### Zenei videók
| Év   | Szám     | Előadó                             | Szerep          |
| ---- | -------- | ---------------------------------- | --------------- |
| 2023 | Easy Now | Noel Gallagher ' High Flying Birds | Főszereplő lány |

## Díjak és jelölések
| Év   | Egyesület                         | Kategória                                            | Munka          | Eredmény | Hivatkozás |
| ---- | --------------------------------- | ---------------------------------------------------- | -------------- | -------- | ---------- |
| 2018 | Casting Guild of Australia        | Rising Stars of 2018                                 |                | Elnyerte | [ 25 ]     |
| 2020 | AACTA Awards                      | Legjobb előadó vígjátéksorozatban                    | Upright        | Jelölve  | [ 26 ]     |
| 2022 | IGN Summer Movie Awards           | Legjobb női mellékszereplő drámasorozatban           | Sárkányok háza | Jelölve  | [ 27 ]     |
| 2023 | Critics' Choice Television Awards | Legjobb női mellékszereplő drámasorozatban           | Sárkányok háza | Jelölve  | [ 4 ]      |
| 2023 | Critics' Choice Super Awards      | Legjobb női mellékszereplő sci-fi/fantasy sorozatban | Sárkányok háza | Függőben | [ 28 ]     |

## Fordítás
- Ez a szócikk részben vagy egészben  a   Milly Alcock című angol Wikipédia-szócikk ezen változatának fordításán alapul.  Az eredeti cikk szerkesztőit annak laptörténete sorolja fel. Ez a jelzés csupán a megfogalmazás eredetét és a szerzői jogokat jelzi, nem szolgál a cikkben szereplő információk forrásmegjelöléseként.